# FZ
FZ (tidigare FragZone), grundad 1996, är en svensk webbplats om datorspel. FZ är Sveriges största spelsite och även den äldsta fortfarande existerande. Chefredaktör är Daniel Sjöholm.

## Historik
FragZone började som en avknoppning av Postens internetsatsning Torget.se i mitten av 1990-talet. FragZones grundare Göran Fröjdh drev sedan sajten tillsammans med ett par kollegor med Postens stöd men utanför Postens ordinarie it-verksamhet.
När Quake-uppföljaren Quake II lanserades i slutet av 1997 breddades sajtens täckning till att även innefatta actionspel i allmänhet.  Strax efter millennieskiftet började långsamt namnet FZ.se användas för att återspegla den nya täckningen av spel i allmänhet och när Microsoft 2002 släppte Xbox började FZ täcka även den. 
Från lanseringen av Xbox 360 2005 började FZ täcka de fyra nästagenerationsformaten - PC, Xbox 360, Playstation 3 och Wii. Utöver dessa plattformar täcks även Playstation Portable och Nintendo DS.
Den 3 maj 2006 lanserades en ny version av sajten, som en förberedelse för att den 1 juli 2006 köpas av tidningsförläggaren Hjemmet Mortensens. Tidigare redaktionschefen John Severinson tog i samband med detta över arbetet som chefredaktör efter grundaren Göran Fröjdh.
Den 1 maj 2009 tog Joakim Bennet över rollen som chefredaktör efter John Severinson, som i stället blev onlinechef på ägarförlaget. Bennet ledde sedan tidigare tidningarna Super Play och Svenska PC Gamer. 
I januari 2013 återlanserades namnet Fragzone som titeln på deras nya veckovisa videomagasin med bland annat Christer Engström och Victor Leijonhufvud. 
I oktober 2015 sålde Egmont Tidskrifter FZ till det nystartade digitalförlaget Geeks Publishing. Sedan februari 2016 är Calle Johansson-Sundelius, som arbetat med sajten sedan i början av 2000-talet, chefredaktör.
De senaste åren har FZ satsat allt mer på rörlig bild, främst på Youtube. Där kan man bland annat se redaktionen streama aktuella spel och talkshowen Fragzone-Fredag. Sedan september 2019 finns Fragzone-Fredag även tillgänglig som Podcast.

## Chefredaktörer
- 1996-2006 - Göran Fröjdh
- 2006-2009 - John Severinson
- 2009-2015 - Joakim Bennet
- 2016-2021 - Calle Johansson-Sundelius
- 2021 - Daniel Sjöholm